# Accord de libre-échange entre la Chine et l'ASEAN
L'accord de libre-échange entre la Chine et l'ASEAN est un accord de libre-échange entre la Chine et l'ASEAN. Son accord cadre a été signé le 4 novembre 2002, quand le volet sur la libéralisation du commerce des biens l'a été le 29 novembre 2004,. Le volet sur la zone de libre-échange est entré en application partiellement le 1er juillet 2005 avant de l'être en totalité 1er novembre 2010. En 2014 et 2015, l'accord fait l'objet de négociations pour l'approfondir.
L'accord vise une réduction de 90 % des droits de douane entre les deux blocs. L'accord inclut une série de produits exclus dans un premier temps de la réduction des droits de douane, avant de l'être partiellement entre 2012 et 2020.